# Грюбер, Клаус Михаэль
Клаус Михаэль Грюбер (нем. Klaus Michael Grüber; 4 июня 1941, Неккарэльц, Баден-Вюртемберг — 22 июня 2008, Бель-Иль) — немецкий актёр, крупнейший театральный режиссёр и оперный режиссёр.

## Биография
В 1969—1972 был ассистентом у Джорджо Стрелера в миланском Пикколо-театре, где поставил, среди прочего, драму Клейста Пентесилея (1970). Его спектакли не были приняты публикой и критикой. Он вернулся в Германию, ставил в Бремене, Франкфурте (в том числе, Брехта, 1974) и в берлинском Шаубюне (Вакханки Еврипида, 1974). Позднее осуществлял постановки в разных странах Европы, последние годы прожил во Франции. Работал с такими актёрами, как Жанна Моро, Бернхард Минетти, Бруно Ганц, Мишель Пикколи и др.
Ряд спектаклей Грюбера записан на видео. В частности, задокументированы его постановки опер «Возвращение Улисса на родину» и «Коронация Поппеи» Клаудио Монтеверди, «Доктор Фауст» Ферруччо Бузони.
Сыграл в фильме Лео Каракса Любовники с Нового моста (1991).
Умер от рака.

## Творчество и влияние
Ориентировался на пластические искусства и сотрудничал с крупными художниками (Титина Мазелли, Эдуардо Арройо и др.). Его постановки оказали влияние на работы Роберта Уилсона, Патриса Шеро, Люка Бонди.

## Избранные постановки
- 1968: Процесс Жанны д’Арк Брехта (Милан)
- 1969: Off Limits Адамова (Милан)
- 1971: Воццек Берга (Бремен)
- 1972: Юлий Цезарь Генделя (Бремен)
- 1972: Сказки Венского леса Хорвата (Берлин)
- 1973: Последняя плёнка Крэппа Беккета (Бремен)
- 1974: Замок герцога Синяя Борода Бартока, Ожидание Шёнберга (Франкфурт)
- 1976: Фауст в больнице Сальпетриер, по Гёте (Париж)
- 1976: Эмпедокл Гёльдерлина (Берлин; Париж)
- 1977: Зимний путь, по Гёльдерлину (Берлин, Олимпийский стадион)
- 1977: Архитектор ассирийского императора Аррабаля (Барселона)
- 1981: Шесть персонажей в поисках автора Пиранделло (Берлин)
- 1982: Гамлет Шекспира (Берлин)
- 1984: На большой дороге, по Чехову (Берлин)
- 1984: Береника Расина (Париж, Комеди-Франсез)
- 1985: Король Лир Шекспира (Берлин; Париж)
- 1986: Прикованный Прометей Эсхила-Хандке (Зальцбург)
- 1986: Рассказ служанки Церлины Броха (Париж)
- 1988: Происшествие на улице Лурсин Лабиша (Берлин)
- 1989: Смерть Дантона Бюхнера (Париж)
- 1990: Феникс Цветаевой (Берлин)
- 1990: Парсифаль Вагнера (Амстердам)
- 1991: Амфитрион Клейста (Берлин; Париж)
- 1993: Травиата Верди (Париж; Лион)
- 1998: Великаны с горы Пиранделло (Париж)
- 1998: Ифигения в Тавриде Гёте (Берлин; Париж)
- 1999: Коронация Поппеи Монтеверди (Экс-ан-Прованский оперный фестиваль, видео — 2000)
- 2000: Тристан и Изольда Вагнера (Зальцбург)
- 2002: Роберто Зукко Кольтеса (Вена)
- 2003: Эдип в Колоне Софокла (Вена)
- 2006: Из Мёртвого дома Яначека (Париж)